# Chevigny-Saint-Sauveur
 Chevigny-Saint-Sauveur  là một xã ở tỉnh Côte-d’Or trong vùng Bourgogne, phía đông nước Pháp. Khu vực này có độ cao từ 207-233 mét trên mực nước biển.